# Menahga
Menahga város az Amerikai Egyesült Államok Minnesota államában, Wadena megyében. Lakosainak száma 1340 fő (2020. április 1.).

## Története
A várost 1891-ben alapították, és az odzsibve nyelvű miinikaa szóról kapta a nevét, amely azt jelenti, hogy „[sok] áfonya van”. Menahgában 1891 óta működik posta.

## Népesség
A település népességének változása:

| 2010 | 1 306 |
| 2020 | 1 340 |